# Paraphrus granulosus
Paraphrus granulosus är en skalbaggsart som beskrevs av Thomson 1860. Paraphrus granulosus ingår i släktet Paraphrus och familjen långhorningar.
Artens utbredningsområde är Myanmar. Inga underarter finns listade i Catalogue of Life.